# Dictynomorpha
Dictynomorpha is een geslacht van spinnen uit de  familie van de Dictynidae (kaardertjes).

## Soorten
- Dictynomorpha bedeshai (Tikader, 1966)
- Dictynomorpha marakata (Sherriffs, 1927)
- Dictynomorpha smaragdula (Simon, 1905)
- Dictynomorpha strandi Spassky, 1939